# Kim Swift
Kimberly Swift (sinh năm 1983) là một nhà thiết kế trò chơi điện tử người Mỹ nổi tiếng với sự nghiệp làm game tại hãng Valve qua những tựa game như Portal và Left 4 Dead. Swift từng được tạp chí Fortune bình chọn là một trong một trong những nhân vật có ảnh hưởng lọt top "30 Under 30" (danh sách 30 gương mặt xuất sắc dưới 30 tuổi) trong ngành công nghiệp trò chơi điện tử. Mental Floss miêu tả cô là một trong những người phụ nữ được công nhận nhiều nhất trong ngành công nghiệp này.

## Sự nghiệp
Kim Swift từng tốt nghiệp trường DigiPen, hợp tác cùng một nhóm đồng nghiệp phát triển nên tựa game mang tên Narbacular Drop, dạng game dựa trên cổng dịch chuyển tức thời về sau được giới thiệu cho hãng Valve, khiến Gabe Newell phải đích thân tuyển nhóm này vào để giúp họ tạo nên tựa game Portal từng được giới phê bình đánh giá tích cực.  Kim Swift giữ chức trưởng nhóm Portal đồng thời là một nhà thiết kế màn chơi trong game. Cô được ghi nhận thành tựu ở đoạn phim giới thiệu nhân sự trong game cùng với tay biên kịch Erik Wolpaw qua Giải thưởng Nhà phát triển Game Ưu tú của Portal dành cho khâu thiết kế, sự đổi mới và là trò chơi của năm.
Bên cạnh tựa game Portal, Swift từng tham gia vào các dự án khác của Valve, đáng chú ý nhất là trò Left 4 Dead và phần tiếp theo mang tên Left 4 Dead 2, mà cô cũng đóng vai trò chính yếu trong quá trình phát triển game này.
Tháng 12 năm 2009, Swift rời khỏi Valve để gia nhập hãng Airtight Games. Tại đây, trong quá trình hợp tác với Square Enix, cô đứng ra lãnh đạo nhóm phát triển Quantum Conundrum, tựa game được phát hành vào năm 2012. Vào năm 2012, trong một cuộc phỏng vấn với tạp chí Wired, Swift bày tỏ quan điểm rằng tác động quan trọng nhất của trò chơi điện tử vì nó là "một cách được chấp nhận về mặt xã hội để người lớn hình dung".
Amazon thông báo vào tháng 4 năm 2014 rằng họ đã đưa Swift vào nhằm giúp đỡ việc làm game trong studio nội bộ của họ. Swift bật mí mình giữ cương vị là nhà thiết kế cấp cao cho các dự án chưa được tiết lộ. Tháng 1 năm 2017, Electronic Arts công bố tin là họ đã tuyển Swift vào làm làm giám đốc thiết kế trong Motive Studios của họ, giúp phát triển tựa game Star Wars Battlefront II.
Swift từng là một phần của studio phát triển nội bộ Stadia Games & Entertainment thuộc Google Stadia với tư cách là giám đốc thiết kế game, cho đến khi Google đóng cửa studio này vào tháng 2 năm 2021. Đến tháng 6 năm 2021, Swift được Xbox Game Studios Publishing thuê làm giám đốc cấp cao dịch vụ chơi game trên đám mây.
Swift từng đứng ra chủ trì buổi lễ trao Giải thưởng Nhà phát triển Game Ưu tú lần thứ 20 vào ngày 18 tháng 3 năm 2020.

## Game thiết kế
- Narbacular Drop (2005)
- Half-Life 2: Episode One (2006)
- Portal (2007)
- Half-Life 2: Episode Two (2007)
- Left 4 Dead (2008)
- Left 4 Dead 2 (2009)
- Quantum Conundrum (2012)
- PIXLD (2012) [13]
- Soul Fjord (2014) [4][14]
- Star Wars Battlefront II[15] (2017)